# Lights Out Management
Lights Out Management (LOM) omogućuje administratoru sustava pristup poslužiteljskom sustavu bez obzira je li uključen ili je instaliran operativni sustav. Naziv "Lights Out",  "Gašenje svjetla" dolazi od činjenice da svjetlo više ne mora biti upaljeno u podatkovnom centru jer u njemu nema nikoga.
Funkcionalnost LOM-a obično je dostupna u računalnim sustavima koji se koriste u serverskom području i prvenstveno su dizajnirani za kontinuirani rad. Međutim, u nekim se slučajevima ova tehnologija također koristi za centralno upravljana računala radnih stanica.

## Tehnologija
LOM sustav sastoji se od dvije komponente: prva komponenta je takozvani Baseboard Management Controller, implementiran kao namjenski hardverski modul, BMC, koji se ponekad naziva i LOM modul, koji ima neovisne naponske i mrežne veze i nadzire radni status računala na hardverskoj razini (status napajanja, temperatura, vrijeme rada itd.). Zbog neovisne veze, ovaj modul ostaje aktivan čak i ako je poslužitelj ugašen ili neispravan. LOM često također prati funkcioniranje hardvera i može pristupiti svim hardverskim resursima, kao što je cjelokupna memorija, zaobilazeći sva ograničenja operativnog sustava.
Druga komponenta je softver, poput web sučelja, koji omogućuje pristup poslužitelju neovisno o softveru i operativnom sustavu na poslužitelju. Na ovaj način administrator može daljinski provjeriti status poslužitelja, preusmjeriti trenutni ekranski izlaz preko mreže, pokrenuti unos mišem i tipkovnicom i identificirati sve hardverske ili softverske probleme koji se mogu pojaviti na računalu. On može isključiti sustav, ponovno ga pokrenuti ili ponovno instalirati s medija za pokretanje koji je dostupan na mreži. Nadalje, on može postavljati parametre u BIOS-u, mijenjati brzinu ventilatora ili promatrati poruke upozorenja koje se pojavljuju u slučaju kvarova prilikom dizanja sustava.

## Razlozi za korištenje
Osobito u velikim podatkovnim centrima više nije moguće da osoblje za održavanje, poput administratora sustava, se brine o svakom poslužitelju na licu mjesta. S jedne strane, tu je vrijeme putovanja kako bi mogli biti fizički na licu mjesta, a s druge strane, pristupne barijere u podatkovnim centrima koje postoje iz sigurnosnih ili tehničkih razloga su protiv toga. Umjesto toga, veliki broj poslužitelja se automatski nadzire i osoblje za održavanje se obavještava u slučaju problema koji se ne mogu automatski riješiti. Administrator može koristiti LOM za dovršetak svih radnih koraka koji ne zahtijevaju fizičke promjene hardvera na licu mjesta.
Druge upotrebe LOM-a su stolna računala i prijenosna računala u većim organizacijama koje mogu biti raspoređene na nekoliko lokacija, kao što su tvrtke, u kojima mnoge zadatke administrativnog održavanja može obavljati središnji IT odjel pomoću softvera za daljinsko održavanje. Osim LOM-a, u ovom području primjene dostupni su i programi za daljinsko održavanje koji se izvode izravno na računalu kao zaseban proces i ne zahtijevaju vlastiti hardver, poput Virtual Network Computing (VNC). S LOM-om mogu se proširiti mogućnosti čisto softverski podržanih rješenja za daljinsko održavanje, budući da je, na primjer, moguća potpuna ponovna instalacija računala radnih stanica putem daljinskog održavanja od strane IT odjela.
Međutim, pozitivne mogućnosti LOM-a nadoknađuju problemi u području zaštite podataka. U načelu, svatko tko može pristupiti računalu putem LOM-a može zaobići sva ograničenja računalnog sustava i operativnog sustava, a da računalni softver ne može detektirati ili spriječiti pristup. S pogrešno implementiranim ili pogrešno konfiguriranim LOM-om, napadači bez fizičkog pristupa stroju imaju iste mogućnosti kao da imaju fizički pristup.

## Proizvođači
- Intel Active Management Technology (iAMT)
- HPE: Integrated Lights-Out (iLO)
- Fujitsu: RemoteView Service Board (RSB), Integrated Remote Management Controller (iRMC)
- Dell: Integrated Dell Remote Access Controller (iDRAC) (integriran na matičnoj ploči poslužitelja)
- Dell: Dell Remote Access Controller (DRAC) (kao plug-in kartica na matičnoj ploči)
- Apple: (za sustave Intel Xserve)
- IBM: Remote Data Management, Integrated Management Module (IMM)
- Sun Microsystems : Advanced Lights Out Management (ALOM), Integrated Lights Out Manager (ILOM)
- IBM: Hardware Management Console (HMC)
- F5 mreže: Always On Management (AOM)[1]